# Жиранкур
Жиранкур (фр. Girancourt) је насељено место у Француској у региону Лорена, у департману Вогези.
По подацима из 2011. године у општини је живело 867 становника, а густина насељености је износила 49,09 становника/km².

## Демографија
| 1962. | 1968. | 1975. | 1982. | 1990. | 2011. |
| ----- | ----- | ----- | ----- | ----- | ----- |
| 578   | 555   | 516   | 680   | 742   | 867   |